# Castiarina wellsae
Castiarina wellsae es una especie de escarabajo del género Castiarina, familia Buprestidae.

## Distribución
Se distribuye por Oceanía: Australia.

## Taxonomía
Fue descrita científicamente por Barker en 1989.
Tratamiento taxonómico
La especie aparece registrada y publicada en Contributions to the taxonomy of Australian Buprestidae (Coleoptera): new species of Astraeus and Stigmodera (Castiarina) and a key to Astraeus (s.s.). Transactions of the Royal Society of South Australia 113(4):185-194. (1989).